# Виња дел Перо (Павија)
Виња дел Перо је насеље у Италији у округу Павија, региону Ломбардија.
Према процени из 2011. у насељу је живело 138 становника. Насеље се налази на надморској висини од 86 м.